# Kristine Froseth
Kristine Frøseth (ur. 21 września 1996 w New Jersey) – amerykańsko-norweska aktorka i modelka, która grała m.in. w serialu The Society i ekranizacji powieści Johna Greena Szukając Alaski.

## Życiorys i kariera
Kristine urodziła się 21 września 1996 roku w New Jersey. Jej rodzice są Norwegami. Dzieciństwo spędziła podróżując między USA a Norwegią ze względu na pracę jej ojca.
Karierę modelki rozpoczęła będąc zauważona na castingu organizowanym w jednym z centr handlowych w Norwegii. Od tamtego czasu współpracowała z markami takimi jak Giorgio Armani, Juicy Couture, Miu Miu czy H&M.
Od 2016 działa jako aktorka filmowa i serialowa. Grała między innymi role Kelly Aldrich w The Society i Alaski Young w serialu stworzonym na podstawie powieści Johna Greena Szukając Alaski. Froseth wystąpiła też w teledyskach do utworów zespołu Vancouver Sleep Clinic i The Weeknd.

## Filmografia

### Filmy
| Rok  | Tytuł                             | Rola                | Uwagi          |
| ---- | --------------------------------- | ------------------- | -------------- |
| 2016 | Unfounded                         | Audrey              | krótkometr.    |
| 2017 | Pretty Is                         | Honey               | krótkometr.    |
| 2017 | Zbuntowany w zbożu                | Shirley Blaney      |                |
| 2018 | Sierra Burgess jest przegrywem    | Veronica            | film DVD       |
| 2018 | Apostoł                           | Ffion               | film Netfliksa |
| 2019 | Prey                              | Madeleine           |                |
| 2019 | Low Tide                          | Mary                |                |
| 2019 | Asystentka                        | Sienna              |                |
| 2021 | Rajskie ptaki (Birds of Paradise) | Marine Elise Durand |                |
| 2022 | Sharp Stick                       | Sarah Jo            |                |
| 2022 | How to Blow Up a Pipeline         | Rowan               |                |
| 2023 | Snorkeling                        | Jameson             |                |
| 2024 | Desert Road                       | Woman               |                |
| 2024 | Oh, Canada                        | Alicia Fife         |                |

### Telewizja
| Rok  | Tytuł                                    | Rola             | Uwagi          |
| ---- | ---------------------------------------- | ---------------- | -------------- |
| 2016 | Junior                                   | Jess             | w gł. obsadzie |
| 2017 | Let the Right One In                     | Eli              | pilot serii    |
| 2018 | The Truth About the Harry Quebert Affair | Nola Kellergan   | miniserial     |
| 2019 | Looking for Alaska                       | Alaska Young     | gł. rola       |
| 2019 | The Society                              | Kelly            | w gł. obs.     |
| 2020 | When the Street Lights Go On             | Chrissy Monroe   | w gł. obs.     |
| 2022 | The First Lady                           | młoda Betty Ford | 5 odcinków     |
| 2022 | American Horror Stories                  | Coby Dellum      | odc. Dollhouse |
| 2023 | Łowczynie (The Buccaneers)               | Nan St. George   | 8 odc.         |